# Музей ивановского ситца
Музе́й ива́новского си́тца — музей в городе Иваново, посвящённый истории местного и мирового текстильного производства, традициям ручной набойки и машинной печати тканей, ситцам и моде. Является филиалом Ивановского государственного историко-краеведческого музея имени Д. Г. Бурылина и располагается в бывшем родовом особняке промышленника, мецената и коллекционера Дмитрия Геннадьевича Бурылина. Основой музейного собрания (более полумиллиона единиц хранения), одного из крупнейших текстильных собраний России, послужила его уникальная коллекция тканей.

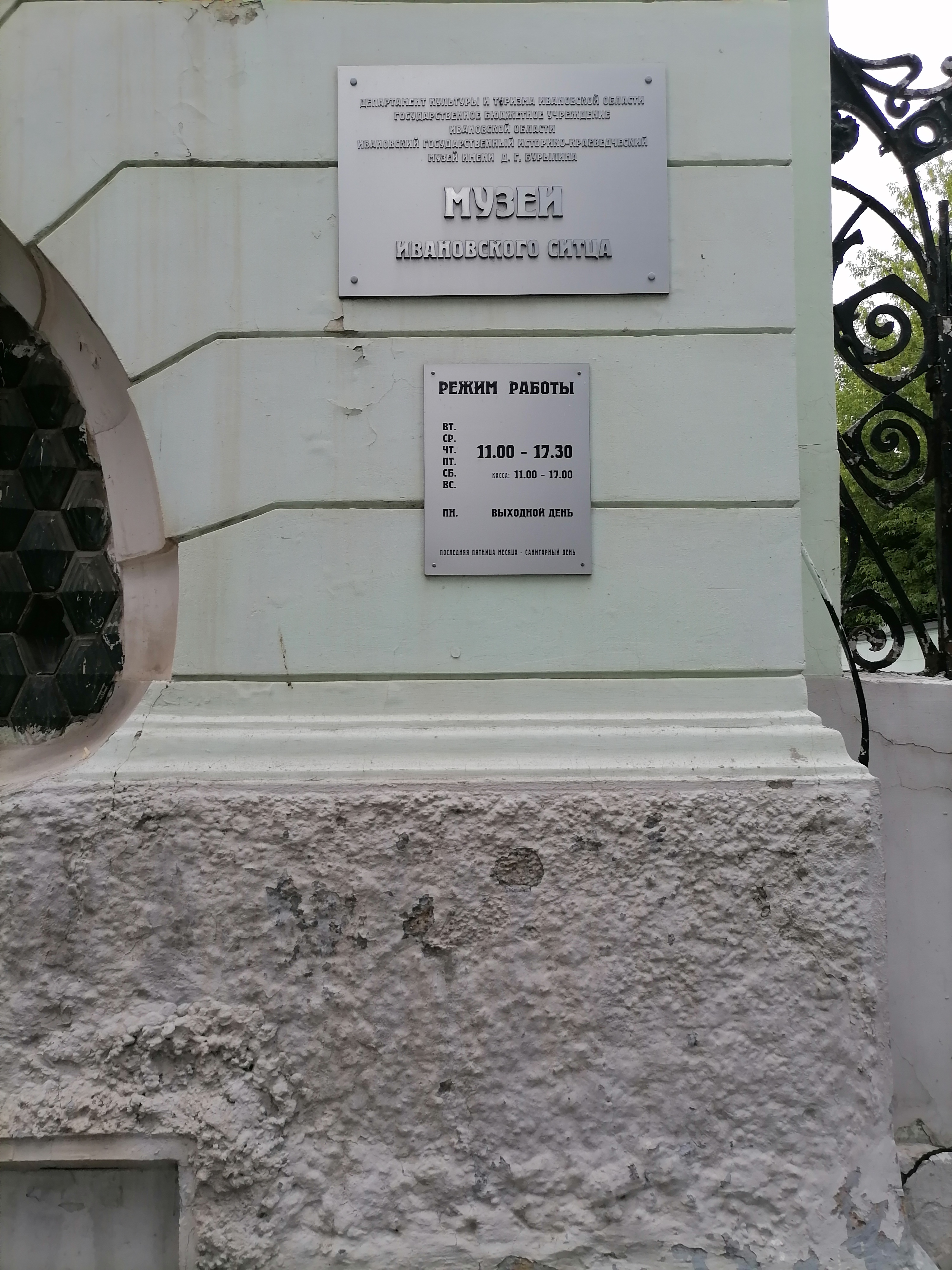
Интерьер парадной лестницы

## История создания
Музей был открыт 9 июня 1987 года, к Дню работников текстильной и лёгкой промышленности. В его создании участвовали 122 предприятия Ивановской области. Он считается самым молодым подразделением музейного объединения имени Д. Г. Бурылина.
Размещение музея в особняке Бурылина символично, так как Дмитрий Геннадьевич был не только видным фабрикантом Иваново-Вознесенска (с 14 лет вместе с братом Николаем руководил ситценабивной фабрикой деда), но и страстным коллекционером. Основу его собрания заложил ещё дед Диодор Бурылин. Д. Г. Бурылин значительно расширил коллекцию, собирая редкости и древности. Его интересы были чрезвычайно широки (помимо текстиля, нумизматики, книг, живописи, оружия, упоминаются также масонские предметы), а его неординарная личность и деятельность до сих пор порождают местные легенды.
Важной вехой в истории коллекции стала её первая крупная публичная презентация Д. Г. Бурылиным на Всероссийской промышленной и художественной выставке в Нижнем Новгороде в 1896 году. Экспозиция под названием «Образцы первобытных ивановских ситцев с 1691 по 1850 гг.» была структурирована по периодам развития местного текстильного дела:
- Кустарный период (1691–1720 гг.)
- Печать набойными досками (1730–1760 гг.)
- Период создания первых мануфактур и полумеханической печати (1750–1800 гг.)
- Период фабрик и механической печати (1800–1850 гг.)

Первоначально коллекция хранилась в доме Бурылина (нынешнем здании Музея ситца), а в 1912–1915 годах для неё было построено специальное здание Музея промышленности и искусства.
В мае 2013 года во время проведения акции «Ночь музеев» рядом со зданием музея была установлена фигура носорога в натуральную величину, изготовленная из ситца.

## Здания музея
Музей занимает бывший родовой особняк Д. Г. Бурылина, возведённый в начале XX века по проекту архитектора А. Ф. Снурилова в стиле модерн. Здание расположено на пересечении улицы Батурина и проспекта Ленина (бывшая Георгиевская улица). В интерьере сохранились оригинальные элементы эпохи модерна: деревянные двери с витражами, торшеры на парадной лестнице, плафон в зале второго этажа.
Во дворе особняка, в бывших хозяйственных постройках (каретном сарае), располагаются дополнительный выставочный зал, фондохранилище и музейная библиотека. Особняк соединён подземным переходом, прорытым в 1914 году, со зданием Музея промышленности и искусства. По некоторым данным, это единственный сохранившийся из нескольких подземных ходов, существовавших в городе до революции.

## Коллекция
Основой музейного фонда является уникальная текстильная коллекция Д. Г. Бурылина, дополненная последующими поступлениями. Собрание насчитывает более полумиллиона единиц хранения и охватывает период с древнейших времён до современности. Часть коллекции (более 300 образцов тканей) оцифрована и доступна онлайн.

### История технологий
Экспозиция иллюстрирует развитие текстильных технологий: от древнейших ткацких приспособлений (реконструкция доисторического стана) и материалов (конопля, крапива, лён-долгунец) до промышленной революции в текстиле. Показаны этапы обработки льна, прядение (веретено, самопрялка), ткацкие станки.
Подробно представлена техника ручной набойки с помощью резных деревянных досок — «манер» (в музее экспонируется их коллекция). Освещён вклад местных мастеров и фабрикантов, таких как Осип Соков, в развитие технологий крашения (внедрение заварного способа, использование протрав и химических добавок вроде альбумина). Показаны инструменты колористов и "секретные комнаты" для хранения рецептов красок.
Переход к фабричному производству в XIX веке иллюстрируют образцы оборудования: печатные машины (перротина, цилиндровые), ткацкие станки (Platt, Нортропа). Упоминается роль Якова Гарелина в становлении Иваново-Вознесенска как промышленного центра («Русский Манчестер»).

### Образцы тканей и изделия
Коллекция включает образцы тканей различных эпох и производителей:
- Древние ткани (фрагменты коптских тканей V-VIII вв.[6], льняная ткань из кургана XI в.[6]).
- Ткани ручной набойки XVIII — начала XIX веков (мануфактуры Ямановского, Грачёва, Сокова и др.).
- Фабричные ткани XIX — начала XX веков (ситцы, бязи, сатины, фланели и др.) производств Гарелиных, Зубковых, Куваевых, Гандуриных, Витовых, Дербенёвых, Посылиных, Бурылиных и др., в том числе ткани для среднеазиатских рынков[6].
- Набивные платки и шали (влияние моды эпохи Жозефины, роль русских производителей)[6].
- Ткани, представлявшие ивановскую промышленность на выставках в Чикаго (1893)[4], Нижнем Новгороде (1896)[1] и Париже (1900)[4].
- Уникальная коллекция советского агитационного текстиля 1920–1930-х годов с работами художников, включая Сергея Бурылина[6].
- Манерные книги (58 единиц в коллекции)[4].
- Примеры изделий XX века: свадебное платье ар-деко, тканевый глобус[6].

Музей также проводит образовательные мероприятия, в том числе мастер-классы по традиционным техникам, например, по ручной набойке.

Афиша выставки Вячеслава Зайцева

## Экспозиции
Постоянные экспозиции музея располагаются на двух этажах особняка и выстроены преимущественно по хронологическому принципу.
- «Ивановский текстиль. История и современность» — основная экспозиция, представляющая развитие текстильного производства и художественное оформление тканей в регионе с древнейших времён до наших дней. Демонстрирует богатство ивановских ситцев как вида декоративно-прикладного искусства, сохраняющего традиции народного орнамента и отражающего формирование самобытного местного стиля.
- «Слава Зайцев. Жизнь = Творчество» — экспозиция (расположена на втором этаже[1]), открытая в апреле 2007 года при содействии Московского Дома моды Вячеслава Зайцева, Правительства Ивановской области и клуба «Деловая женщина»[3]. Посвящена жизни и творчеству модельера Вячеслава Зайцева, уроженца Иваново. Выбор места для экспозиции связан с тем, что Зайцев родился в этом городе, начинал здесь свою профессиональную деятельность и окончил местный текстильный техникум (ныне Колледж ИвГПУ), не имея возможности поступить в институт из-за того, что его отец был в нацистском плену[6]. Экспозиция рассматривает жизнь и творчество дизайнера как единое целое.

Экспозиция агитационного текстиля также находится на втором этаже.